# Pedro M. R. Ferreira

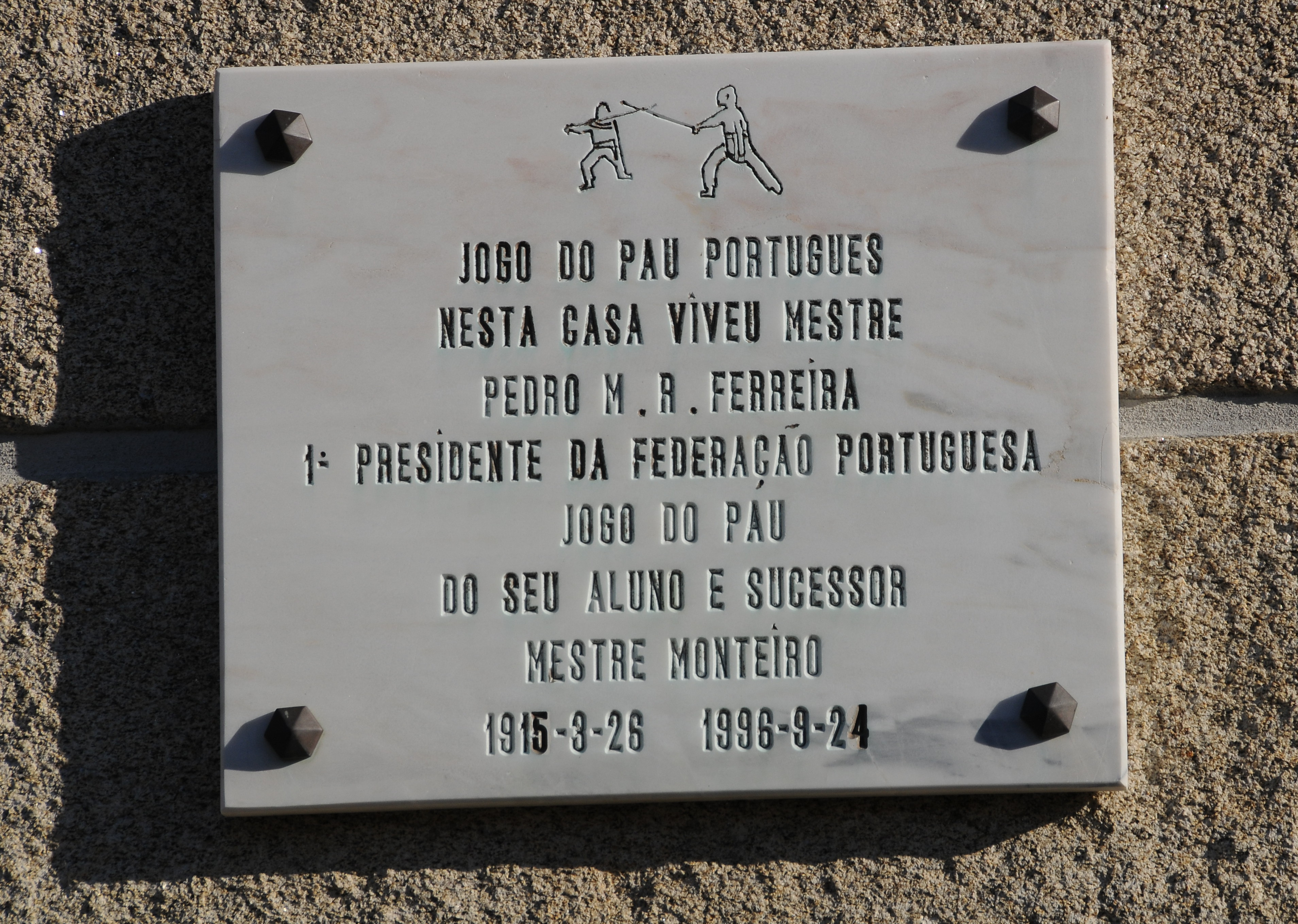
Placa em Alvaredo

Pedro M. R. Ferreira, conhecido como Mestre Pedro Ferreira (Alvaredo, Melgaço, 26 de Março de 1915 – 24 de Setembro de 1996), foi um famoso praticante do Jogo do Pau e primeiro presidente da Federação Portuguesa do Jogo do Pau.
Destacou-se pelo extraordinário desenvolvimento técnico que levou a cabo, combinando os estilos e técnicas das duas principais escolas desta arte marcial em Portugal, nomeadamente a Escola do Norte e a Escola de Lisboa, de ambas profundo conhecedor. Desse trabalho técnico resultou a técnica "Mestre Pedro Ferreira". Foram seus discípulos muitos dos mais importantes e actuais mestres em actividade da modalidade, tais como os Mestres Nuno Russo, José Saramago e Francisco Sécio. Continuou a jogar o pau durante toda a sua vida, sendo considerado um dos mais exímios jogadores até ao seu falecimento. Foi o Mestre do Ateneu Comercial de Lisboa, onde se juntavam semanalmente todos os mestres da região para treinar, tendo nos últimos anos da sua vida passado essa responsabilidade para o Mestre Manuel Monteiro.
Em Alvaredo, Melgaço, terra onde nasceu, encontra-se assinalada na casa onde viveu uma placa de homenagem, encomendada pelo seu aluno e sucessor Mestre Monteiro.